# Rewolwer Colt Cobra
Colt Cobra – amerykański rewolwer produkowany przez Colt's Manufacturing Company. Wykonana ze stopu lekkiego odmiana rewolweru Colt Detective Special.
24 listopada 1963 roku Jack Ruby zamordował Lee Harveya Oswalda używając Colta Cobry .38 Special.